# Gestão da diversidade
Gestão da diversidade é uma prática gerencial utilizada pela administração de recursos humanos a partir da década de 90. Esta prática consiste numa ferramenta-chave da dimensão da gestão de empresas, que buscam na diversidade sua vantagem competitiva, captando no mercado de trabalho profissionais com diferentes experiências e formações. Esta prática está alavancando o tema da diversidade, visto como um recurso que, atualmente, já está tão presente nas discussões corporativas que precisa ser levado em consideração na iniciativa de implementação de qualquer decisão dentro de uma empresa, seguindo todo um processo estratégico.

## Dimensões da Diversidade
As fontes de diferenças individuais são complexas, mas podem geralmente ser agrupadas em duas dimensões. 

### Dimensão Primária
Características que o indivíduo possui pequeno ou nenhum controle, mas que influenciam fortemente as atitudes, expectativas e suposições sobre os outros. São elas: Idade, Gênero, Atributos Físicos, Orientação Sexual.

### Dimensão Secundária
Características as quais o indivíduo tem controle e pode ser modificada durante sua vida. São elas: Religião, Renda, Educação, Crenças Políticas, Estado Civil.

## Estratégias tradicionais de tratamento à diversidade
O histórico do tratamento da diversidade nas últimas décadas  pelas empresas em todo o mundo, mas especialmente, pelas empresas americanas pode ser definido pelas seguintes iniciativas:

### Negação
A negação da diversidade e das diferenças, ao decorrer da história, se mostrou enfático no pensamento e nas decisões administrativas. Ao mesmo tempo em que os gerentes diziam a seus empregados que eles eram diferentes, diziam que essas diferenças não fariam com que a organização os tratasse de outra maneira.
O que esta postura mais agregou positivamente às organizações foi a entrada de grupos de minoria nas empresas com a esperança de não serem prejulgados, esperando ter uma melhoria da qualidade das relações interpessoais e que o preconceito e as discriminações fossem desencorajados. No entanto, essa iniciativa aborda algumas barreiras. Mesmo o gestor dizendo que sua equipe é diferente, a organização ainda adota uma política de não reconhecer sua própria diversidade, estabelecendo então um padrão entre os colaboradores, o que resulta que as pessoas diferentes aceitem ver negadas suas diferenças. Outra barreira seria no caso da principal fonte de preconceito estar presente nas relações pessoais, deixando de lado as capacidades discriminatórias, intencionais ou não, impostas nas culturas organizacionais.

### Ação afirmativa
Diferentemente da gestão da diversidade que é uma ação planejada que se orienta pelas diferenças de identidade social e cultural, a ação afirmativa está voltada para o recrutamento. Esta ação busca propiciar acesso e benefícios para os grupos de minorias, ou seja, aqueles que estão socialmente em desvantagem de oportunidades, adaptando o indivíduo considerado diferente, ao ambiente no qual não se encaixariam. Essa ação tratará via políticas, que se tornaram obrigatórias, de garantir que esses grupos de minorias (negros, mulheres, pessoas com deficiência) tenham acesso e possam se desenvolver nas empresas. A regulamentação dessas políticas se dá pelos conselhos de Oportunidade Igualitários de Emprego (em inglês, EEO – Equal Employment Opportunities).

### Compreensão das diferenças
Essa iniciativa tem por objetivo gerar a aceitação, a consciência e a compreensão de diferenças entre indivíduos, com esperança de que resulte em melhores relações pessoais, maior afeição e respeito pelos outros, diminuição de manifestações expressivas de preconceito e maior aceitação das diferenças. Por outro lado, uma limitação importante nessa estratégia é que deixa intata a cultura organizacional e seus sistemas. Ou seja, o gestor chega a aceitar e entender as diferenças, ter melhores relações interpessoais, mas não sabe administrar a diversidade, não sabendo criar uma estratégia e uma cultura que capacite naturalmente todos os colaboradores a aceitarem e conviver com a diversidade.

## Aplicação da gestão da diversidade
No final da década de 80 os donos da empresa Habitat International, fabricante de grama sintética, que já tinham costume de agregar a sua empresa refugiados do Camboja, Bósnia e Laos, receberam uma sugestão de uma assistente social de contratar pessoas com deficiência mental. A partir dos anos 90, passaram então a contratar pessoas com Síndrome de Down.
Esta decisão se mostrou muito benéfica, essas pessoas com tal condição, mesmo pouco aceitas no mercado de trabalho naquela época, apresentaram um menor índice de absenteísmo e maior satisfação no trabalho, resultando em maior produtividade para a empresa.
Atualmente, a maior parte da força de trabalho da empresa é constituída com algum tipo de deficiência, desde esquizofrenia, autismo, até paralisia cerebral. A gestão da diversidade não se restringe apenas na contratação de uma força de trabalho diversificada, mas engloba também ambiente de trabalho amigável as famílias, treinamentos com foco na diversidade e programas de mentores.

## Desafios e Barreiras da Diversidade nas Organizações
As organizações deparam-se com uma variedade de barreiras ao tentarem implementar iniciativas que promovam a diversidade. Assim, é importante que os gerentes, atuais e futuros, considerem essas barreiras antes de pôr em prática um programa de promoção da diversidade. A seguir é dada uma lista das barreiras mais comuns ao desenvolvimento de programas de diversidade bem-sucedidos.
- Estereótipos e preconceitos imprecisos;
- Etnocentrismo;
- Plano inadequado de carreira;|
- Um ambiente hostil e adverso de trabalho para funcionários diversos;
- Falta de habilidade política por parte de funcionários diversos;
- Dificuldade em equilibrar carreira e questões familiares;
- Medos da discriminação inversa;
- A diversidade não é vista como prioridade organizacional;
- A necessidade de remodelar o sistema de avaliação e desempenho;
- Resistência à mudança.

## Diversidade e vantagem competitiva
Quando bem gerida, a diversidade organizacional resulta em uma vantagem competitiva por agregar valor peculiar às empresas.[carece de fontes?] Essa vantagem reflete-se diretamente em seis áreas sendo elas:
- Custos;
- Aquisição de recursos;
- Marketing;
- Criatividade;
- Solução de problemas;
- Flexibilidade organizacional.

No entanto, a diversidade também pode afetar negativamente a produtividade da empresa gerando discórdia e dificuldades no relacionamento interpessoal de seus funcionários, como também um crescimento no índice de rotatividade de mão de obra e maior empecilho na comunicação interna. Portanto torna-se de grande relevância que a organização saiba gerir a diversidade existente entre seus funcionários.

## Implicações da Diversidade nos Negócios
Uma organização que promove a diversidade busca, em geral, espelhar sua força de trabalho a sociedade a qual se insere. Se os empregados refletirem o perfil demográfico dos consumidores, a empresa estará mais capacitada a oferecer produtos e serviços mais sintonizados com as expectativas e necessidades do mercado. Além deste aspecto, grupos de trabalho constituídos por membros que apresentam a diversidade tendem a ser mais criativos, inovadores e obter melhores resultados no processo decisório que os grupos homogêneos. Por outro lado, se a diversidade não é bem administrada, pode ser uma fonte de conflito, levando à redução de produtividade e ao absenteísmo.

## Ação afirmativa e gestão da diversidade no Brasil
Somente a partir dos anos 90 os governantes do país reconheceram como um problema social, a discriminação sofrida pelos negros no mercado de trabalho, essa conquista se obteve devido movimentos sociais buscando políticas para auxílio na inserção desse grupo de minoria ao mercado de trabalho.
Desta forma surgem as primeiras políticas de ação afirmativa na sociedade brasileira, assumidas pelo Brasil em compromissos ratificados com a OIT (Organização Internacional do Trabalho) sobre discriminação no emprego e ocupação, para atender ao compromisso a partir de 1995, criou-se o Grupo de Trabalho para Eliminação da Discriminação no Emprego e Ocupação (GTEDEO), integrado por governo, trabalhadores e empresários, responsável por definir um plano de ações para eliminação da discriminação no mercado de trabalho brasileiro, propiciando melhores oportunidades de entrada no mercado para os grupos de minorias.Apesar da criação de políticas de Ação afirmativa, no Brasil não há um modelo de Gestão da Diversidade estabelecido, devido à dificuldade de identificação da discriminação das minorias, pois não há um real reconhecimento por parte da sociedade sobre a discriminação existente contra os grupos de minoria. Portanto os modelos de Gestão da Diversidade implantados no país são, em grande parte, de empresas multinacionais norte-americanas que trouxeram de suas sedes essa prática gerencial e a aplicam em suas filiais no Brasil.

## Mulheres na Força de Trabalho
Desde o processo de Revolução Industrial na Europa, devido a escassez de mão de obra masculina, no pós-guerra, o trabalho feminino teve ascensão e passou a ter uma dimensão diferente da que até então prevalecia, o trabalho fora do ambiente doméstico. Até o século passado as mulheres não tinham nenhum privilégio nas posições que ocupavam na indústria e comércio. A guerra propiciou experiências relativas a liberdade e responsabilidade para a mulher, e possibilitou que esta passasse a manusear técnicas e instrumentos até então desconhecidos.
Segundo dados do Instituto Brasileiro de Geografia e Estatística (Diretoria de Pesquisas. Coordenação de Trabalho e Rendimento. Síntese de Indicadores 2013,o crescimento relativo ao gênero feminino na população economicamente ativa é perceptível. Em 2000 as mulheres correspondiam a 35,4% do total de trabalhadores. Em 2010, as mulheres que trabalhavam, já representavam 43,9% do total da população economicamente ativa, um aumento de 24% na última década. Em 2013 o índice se mantém sem grandes variações em 43,5%. Desta forma, é oportuno verificar se no âmbito empresarial esta evolução se aplica. Nos dias de hoje observa-se a elevação do número de mulheres no ambiente corporativo, nas áreas administrativas das empresas e em posições de gerência e chefia. Mas o universo empresarial é fortemente marcado pela dominação masculina.
Entretanto, poucas chegam a cargos de grande escalão nas organizações, estas são minoria, quando comparado a ocupação masculina nestes mesmos cargos. Segundo o estudo de Brunstein e Jaime ,as mulheres que assumem cargos mais elevados tendem a apresentar comportamentos gerenciais mais rígidos, comparativamente aos homens. Aparentemente se masculinizando para alcançarem melhores cargos. Sua participação na organização em muitos casos é maior que a dos homens para arcar com as desigualdade de gênero existente.
A luta feminina objetiva extinguir a dificuldade de ascensão profissional, derrubar as barreiras que bloqueiam a promoção das mulheres a níveis superiores de hierarquia nas organizações, um fenômeno conhecido pela expressão teto de vidro (do inglês glass ceiling). O conceito de teto de vidro, introduzido na década de 80 nos
EUA, pode ser definido como uma barreira que, de tão sutil, é transparente, mas suficientemente forte para impossibilitar a ascensão de mulheres a níveis mais altos na hierarquia organizacional.

## A Lei das Cotas e as Pessoas com Deficiência
Dados recentes do Ministério do Trabalho e Emprego mostram que atualmente existem cerca de 306 mil pessoas com deficiência formalmente empregadas no Brasil. Desse total, aproximadamente 223 mil foram contratadas porque a Lei de Cotas passou a existir.
Apenas 24,5% das empresas conseguem cumprir a Lei 8.213/1991. A norma exige que empresas com mais de 100 funcionários tenham 2% a 5% de pessoas com deficiência em seu quadro.
A Lei de Cotas tem o espírito de dar oportunidade de trabalho e emprego a uma parcela da população brasileira que, em tese, teve historicamente essa oportunidade negada. Essa é a parcela de pessoas que têm alguma deficiência física, auditiva, visual ou intelectual que, por desconhecimento, insegurança, medo ou preconceito, teria sistematicamente sido preterida nos processos de recrutamento e seleção das empresas formais. A partir de 1999, com a edição do Decreto nº 3.298, agentes da fiscalização do Ministério do Trabalho e Emprego e do Ministério Público do Trabalho chamaram para si a incumbência moral de reparar essa falta de equidade de direitos. Iniciaram um processo formal de notificações às empresas para que informassem oficialmente se estavam cumprindo a Lei de Cotas e, com isso, a iniciativa privada realmente passou a contratar tantas pessoas com deficiência quantas jamais imaginaria fazê-lo.
O treinamento, a qualificação profissional, o desenvolvimento de competências para o desempenho de tarefas necessárias ao dia-a-dia do negócio empresarial, não foram objeto de atenção de quem criou a Lei nem dos que fiscalizavam o seu cumprimento. Deste modo, durante muito tempo as políticas públicas e privadas, muitas vezes tão importantes para a formação profissional das pessoas com deficiência, estiveram desconectadas do mercado de trabalho. Algumas ações pontuais de educação profissional foram iniciadas nas Escolas Técnicas, Agrotécnicas e nos Centro federal de educação tecnológica (CEFET), do Ministério da Educação, e nas Escolas Profissionais, do Sistema S (SENAC, SENAI etc.). Mas nunca houve o desenvolvimento efetivo de uma ampla política nacional voltada à educação regular e profissional que visasse à conexão entre a preparação profissional e as expectativas das empresas contratantes. A Lei de Cotas não se preocupou com esse assunto.
Somente em agosto de 2012 o Ministério do Trabalho e Emprego lançou a Instrução Normativa nº 98, que orienta o Auditor Fiscal do Trabalho sobre como proceder quando fiscalizar o cumprimento da Lei de Cotas. Foram quase 21 anos após a primeira edição da Lei  para que a preparação profissional das pessoas com deficiência fosse objeto específico atenção.

### Atitude Profissional das Pessoas com Deficiência
As pessoas com deficiência devem mostrar que têm identidade profissional quando querem ingressar no mercado de trabalho. Para que sejam profissionais de fato, é preciso que tenham as quatro atribuições atualmente mais desejadas pelas empresas quando recrutam e selecionam: potencial, competência, atitude e postura. Nesse contexto, não são diferentes dos outros. Todas as pessoas com deficiência que realmente se tornaram profissionais, atualmente recebem salário de mercado e foram promovidas, são aquelas que chamaram para si o protagonismo do seu próprio desenvolvimento. As pessoas com deficiência que alcançaram postos mais destacados de liderança em grandes empresas são aquelas que demonstraram muito mais os seus alcances do que os seus limites. O mundo corporativo requer, em todos os níveis do trabalho, profissionais competentes, que entreguem com eficácia as tarefas solicitadas, que atinjam metas e, portanto, alcancem resultados. Invocar limites pode reforçar eventuais preconceitos que impedem de serem vistos como profissionais nos quais as empresas podem e devem investir.
Ultrapassar limites, procurar novas possibilidades, buscar o próprio desenvolvimento profissional, procurar novos desafios, ter o máximo de independência e autonomia possíveis, manter autoestima elevada, ter proatividade, querer que o trabalho realizado alcance resultados. Essas são as atitudes que provam que estão incluídos no real mundo do trabalho e tornam as empresas confiantes para contratar.

## Cotas Raciais para o Mercado de Trabalho
Uma política ou ação afirmativa é uma medida especial e temporária que visa eliminar desigualdades historicamente acumuladas, garantindo a igualdade de tratamento e de oportunidades.  As ações afirmativas visam influenciar a política, a economia e a cultura de um país ou região, com vistas a não só diminuir a desvantagem de um grupo étnico ou social como também de valorizá-lo culturalmente.  Elas nasceram na década de 1960 nos EUA, como forma de promover a igualdade entre brancos e negros. No Brasil, elas começaram a ser adotadas no final dos anos 1990 e início dos anos 2000.A pesquisa de 2010 do Dieese mostra que os negros predominam no setor agrícola (61,5%), na construção civil (60,1%), nos serviços domésticos (61,8%) e em atividades mal definidas (73%). Ou seja, mesmo com o avanço social e educacional, os negros ainda não têm oportunidade de ocupar posições mais qualificadas em setores de ponta da economia brasileira. Isso acaba por se refletir na remuneração. Em termos salariais, o rendimento médio do  homem negro ainda é metade do homem branco. A mulher negra está mais embaixo nessa escala: recebe, em média, 30% do salário do homem branco e metade daquele da mulher branca.
Nos quadros funcionais, entre 2003 e 2010, a participação de negros ampliou-se de 23,4% para 31,1%. Nos cargos de supervisão, a evolução foi de 13,5% para 25,6%. No âmbito gerencial, a participação subiu de 8,8% para 13,2%. Entre os executivos, a proporção variou de 2,6% para 5,3%.

## Programas para Diversidade
O ponto central da maioria dos programas para a diversidade é o treinamento. Estes, são geralmente voltados para o aumento da consciência e do exame de estereótipos. Os participantes aprendem a valorizar as diferenças individuais, aumentam sua compreensão multicultural e confrontam estereótipos. O programa de diversidade não deve ser concebido como uma iniciativa isolada. Antes, deve estar refletido em cada aspecto do negócio e nas relações com os empregados, fornecedores, revendedores, clientes e a comunidade. A integração do público interno é fator decisivo. Nesse âmbito, é necessário investir em treinamento e capacitação, com o objetivo de sensibilizar e {motivar as pessoas da empresa para a valorização da diversidade. Esse tipo de promoção pode ir contra alguns interesses e gerar situações de resistência. Os responsáveis pela implementação desses programas devem ser preparados para isso, dispondo de meios e recursos para que essas questões possam ser trabalhadas.

## Case – Alpha Brasil
A ALPHA é subsidiária de uma companhia norte americana. Tem duas plantas no Brasil, uma no setor de equipamentos e outra no setor químico. No Brasil, a empresa tem operado desde os anos 70, com as duas plantas na Região Sudeste do país. O faturamento anual é de US$ 170 milhões, e a empresa emprega aproximadamente 500 pessoas. A missão da companhia no Brasil é ser reconhecida como um centro de excelência no setor agrícola e as competências de seus empregados são consideradas fundamentais para alcançar seus objetivos. A área de Recursos Humanos desempenha um papel importante nessa estratégia.
Para a ALPHA, o conceito de diversidade cultural engloba os seguintes aspectos:  reconhecimento de que pessoas de origens diferentes têm talentos e habilidades diferentes e que podem contribuir para o crescimento da empresa;  respeito pelo indivíduo, independentemente de raça, sexo, religião ou origem;  criação de possibilidades para o desenvolvimento do negócio e das carreiras dos empregados, livre de preconceitos. Nos EUA, as principais estratégias definidas para administrar a diversidade foram:  comunicação do programa;  desenvolvimento de liderança;  políticas de recrutamento e seleção.
Um manual foi elaborado como guia para a implementação do programa pelas subsidiárias. A ALPHA do Brasil foi a primeira companhia do grupo a procurar implementar o programa fora dos EUA. Durante um workshop interno envolvendo os dirigentes da empresa, foi decidido que o manual não seria simplesmente traduzido e adaptado, mas que eles desenvolveriam seus próprios conceitos e enfoque para trabalhar a diversidade no Brasil. Notou-se que o conceito de diversidade está relacionado, principalmente, ao respeito à individualidade dos empregados e ao reconhecimento desta; gerenciar a diversidade implica o desenvolvimento das competências necessárias ao crescimento e sucesso do negócio. Em outras palavras, administrar a diversidade deve adicionar valor à companhia.
A empresa iniciou um projeto de pesquisa ação, apoiada por uma consultoria, no qual os diagnósticos deveriam subsidiar a definição de objetivos e ações. A primeira etapa do projeto foi mapear a composição do quadro de funcionários da empresa. Essa pesquisa inicial mostrou um retrato muito homogêneo da força de trabalho da companhia. Ela é composta por homens brancos, relativamente jovens, a maioria deles nascidos e educados na região de São Paulo e Rio de Janeiro.
Como um segundo passo, uma pesquisa foi conduzida entre os empregados, visando a apreender suas percepções sobre a diversidade cultural. Observou-se que a maioria deles não percebem as políticas de recursos humanos recrutamento e seleção, treinamento e promoção como contribuindo para um ambiente culturalmente diversificado; notou-se também que a companhia não investe na formação de equipes diversificadas de trabalho.  Os homens brancos se sentem muito mais comprometidos com os objetivos da companhia do que os outros grupos; os negros se sentem mais prejudicados do que outros grupos, principalmente em processos de avaliação de desempenho. Essas informações causaram surpresa entre os gestores da empresa e confirmaram sua decisão de desenvolver o programa, com estratégias e indicadores próprios. O ponto principal para a definição do programa foi relacioná-lo às estratégias de negócios e ao desenvolvimento de competências, ou seja, a empresa almeja ter uma política de valorização da diversidade visando a atrair, reter e desenvolver os melhores talentos, quebrando as barreiras de gênero e origem, além de introduzir práticas que facilitem o trabalho em equipes diversas e a rotação das pessoas entre áreas e unidades. Duas linhas de trabalho foram, assim, desenvolvendo-se na empresa: uma mais convencional, como recrutar mulheres com formação em agronomia para a área comercial, uma vez que elas podem trazer contribuições relevantes a essa função; recrutar também pessoas em outras regiões do país, e não somente de São Paulo; programar a rotação interna da área administrativa à operacional e entre unidades; formar equipes heterogêneas, por exemplo, na área de P&D para desenvolvimento de produtos. A outra linha foi com o propósito de rever os objetivos estratégicos, as competências e as práticas de diversidade. Assim, workshops foram realizados e novos programas e praticas de gestão de pessoas foram elaborados. Estando em pauta o programa de diversidade há três anos, a empresa criou indicadores, diferentes das tradicionais cotas praticadas nos EUA, para mensurar sua eficácia. Esses indicadores devem estar relacionados aos objetivos do negócio. Definiram-se, assim, indicadores de input (relacionados, por exemplo, ao recrutamento de uma força de trabalho diversificada, job rotation e assim por diante) combinados com indicadores de output (resultados de vendas, atendimento a clientes, novos produtos, resultados da pesquisa interna de clima). O programa tem sido avaliado positivamente pela empresa, tanto no Brasil como nos Estados Unidos, que passaram inclusive a rever certas estratégias lá adotadas.